# 林羿禎
琳妲（英語：Lin Da，1994年12月12日—），本名林羿禎（英語：Lin Yi Zhen），台灣模特兒、女藝人、網路紅人、Rakuten Girls成員。
出道前在火鍋連鎖店擔任工讀生。2014年經高職學姊介紹，參與中華職棒Lamigo桃猿專屬啦啦隊LamiGirls公開擴編徵選獲得錄取成為其中一員，2016年7月成為反骨男孩第一位女團員。目前除網路影片拍攝與樂天女孩工作外，時常參與電視與網路節目錄影等等。

## 啦啦隊經歷

### 棒球之啦啦隊
| 年份       | 隊伍名稱      | 備註                     |
| 2014－2020 | LamiGirls     | 中華職棒Lamigo桃猿啦啦隊 |
| 2020－至今 | Rakuten Girls | 中華職棒樂天桃猿啦啦隊   |

### 籃球之啦啦隊
| 年份       | 隊伍名稱         | 備註                 |
| 2020－2021 | 桃園領航猿啦啦隊 | 桃園領航猿專屬啦啦隊 |

## 演出作品

### MV
| 年份          | 歌手                 | 名稱                                       | 備註                                       |
| 2016年7月22日 | LamiGirls            | 《獨一無二的閃爍》                         | 與LamiGirls共同出演                        |
| 2017年8月4日  | LamiGirls            | 《勇氣的每一秒》                           | 與LamiGirls共同出演                        |
| 2017年8月9日  | LamiGirls            | 《溫室開不出的花》                         | 與LamiGirls共同出演                        |
| 2017年9月22日 | 反骨男孩             | 《請問你是處女嗎》                         | 與反骨男孩共同出演                         |
| 2017年12月9日 | 黄明志               | 《唯一的唯一的唯一 （One & Only）》        | 與黃明志共同出演                           |
| 2018年8月24日 | 反骨男孩             | 《痘痘那邊》                               | 與反骨男孩共同出演                         |
| 2018年9月10日 | LamiGirls            | 《Love Me More》                           | 與LamiGirls共同出演                        |
| 2019年8月6日  | LamiGirls            | 《Dancing Hoilday》                        | 與LamiGirls共同出演                        |
| 2019年8月19日 | LamiGirls            | 《Dancing Queen》                          | 與LamiGirls共同出演                        |
| 2020年        |                      | 《How You Like That》（樂天女孩舞蹈Cover） | 與沐妍、倪暄、羚小鹿、陸筱晴、慕霏共同演出 |
| 2020年9月11日 | 玖壹壹               | 《LOCAL》                                  | 與Peggy、白白、Rakuten Girls共同出演       |
| 2020年9月22日 | Rakuten Girls        | 《Rock You Everyday》                      | 與Rakuten Girls共同出演                    |
| 2021年9月10日 | Rakuten Girls        | 《一起勇敢》                               | 與Rakuten Girls共同出演                    |
| 2022年7月21日 | 林羿禎、曲羿（曲曲） | 《兩個太陽》                               | 與曲羿（曲曲）共同出演                     |
| 2022年10月7日 | Rakuten Girls        | 《Rise Up》                                | 與Rakuten Girls共同演出                    |
| 2023年10月7日 | Rakuten Girls        | 《Ready go》                               | 與Rakuten Girls共同演出                    |

### 電影
| 年份 | 名稱        | 備註        |
| 2020 | 《練愛iNG》 | 飾 夜店正妹 |

### 電視劇集
| 年份 | 名稱           | 飾演 |
| 2022 | 《百萬人推理》 |      |

## 音樂作品
| 年份           | 歌名                  | 備註                          |
| 2016年7月22日  | 《獨一無二的閃爍》    | 與LamiGirls共同演出           |
| 2017年8月4日   | 《勇氣的每一秒》      | 與LamiGirls共同演出           |
| 2017年8月9日   | 《溫室開不出的》      | 與LamiGirls共同演出           |
| 2017年9月22日  | 《請問你是處女嗎》    | 與反骨男孩共同演唱            |
| 2018年8月24日  | 《痘痘那邊》          | 與反骨男孩共同演唱            |
| 2018年9月10日  | 《Love Me More》      | 與LamiGirls共同演出           |
| 2019年8月6日   | 《Dancing Hoilday》   | 與LamiGirls共同演出           |
| 2019年8月19日  | 《Dancing Queen》     | 與LamiGirls共同演出           |
| 2020年9月22日  | 《Rock You Everyday》 | 與Rakuten Girls共同演出       |
| 2021年9月10日  | 《一起勇敢》單曲      | 與Rakuten Girls共同演出       |
| 2022年7月21日  | 《兩個太陽》          | 與曲羿（曲曲）共同演唱        |
| 2022年10月7日  | 《Rise Up》           | 與Rakuten Girls共同演出       |
| 2022年12月12日 | 《來一泡》            | 個人首張單曲                  |
| 2023年10月7日  | 《Ready Go》          | 與Rakuten Girls共同演出       |
| 2024年9月28日  | 《I'm The One》       | 與Rakuten Girls(白隊)共同演出 |
| 2025年7月17日  | 《破碎的童話》        | 公益單曲                      |

## 電視廣告
- 張國周強胃散－楊過小龍女篇，2017年
- 手機遊戲《龍之谷M》－新增舞娘角色篇，2018年
- 光隆D618氣泡水－廣告拍攝代言，2019年

## 出版作品

### 雜誌
- FHM 男人幫國際中文版2015年4月號（第178期）鮮嫩女大生特輯[3]

### 寫真
| 名稱         | 備註                   |
| 《琳分琳秒》 | 2022年樂天女孩寫真桌曆 |
| 《琳PARTY》  | 2023年樂天女孩寫真桌曆 |

## 主持作品

### 電視節目
- 擔任固定班底節目

| 開始時間      | 結束時間   | 播出頻道             | 節目名稱   | 備註                                       |
| 2015年1月     | 2015年底   | 中天綜合台           | 大學生了沒 | 以稻江學院表演藝術學士學位學程學生身分參與 |
| 2021年5月16日 | 2021年？月 | 狼谷育樂台、華視主頻 | 校園大亂鬥 | 主持人                                     |

### 網路節目
- 擔任固定班底節目

| 開始時間   | 結束時間  | 播出頻道       | 節目名稱 | 備註     |
| 2017年11月 | 2018年9月 | 麥卡貝網路電視 | 琳來瘋   | 助理主持 |

## 外部連結
- 琳妲-林羿禎的Facebook專頁
- 琳妲-林羿禎💕的Instagram帳戶
- YouTube上的琳妲是0蛋頻道